# 飛山濃水
飛山濃水（ひざんのうすい）とは、岐阜県の自然、地形を表す言葉である。岐阜は古くから「飛騨の山、美濃の水」という意味で「飛山濃水」の地と呼ばれてきた。

## 言葉の意味
- 飛騨山脈、飛騨山地、両白山地など、2,000～3,000m以上の山がある、旧飛騨国の象徴“山”と、木曽川、長良川、揖斐川を中心とした木曽三川がある、旧美濃国の象徴“水”を掛け合わせた言葉である。
- 現在の岐阜県は、1876年（明治9年）、旧美濃国の岐阜県と筑摩県の旧飛騨国が合併して成立している。飛騨が山岳地帯、美濃が濃尾平野を中心とした水郷地帯ということから、飛騨の山、美濃の水から呼ばれ始めたという。
- いつ頃からそう呼ばれ始めたかは不明である。少なくても、1876年以降である事は間違いない。

## 現在
- やがて飛騨と美濃の対立は、交通網の整備や災害対策が講じられていくと、薄らいでいき、いつしか飛山濃水という言葉も使われなくなってきた。
- 平成になり、環境や自然に注目が集まりだすと、飛山濃水は、岐阜県の自然の豊かさの象徴の言葉へと変化して使用されだしてくる。
- 一般の人が使用する言葉ではないが、官公庁などが岐阜県の自然の特徴を表したり、宣伝する際、よく使われる。